# BMW R 61

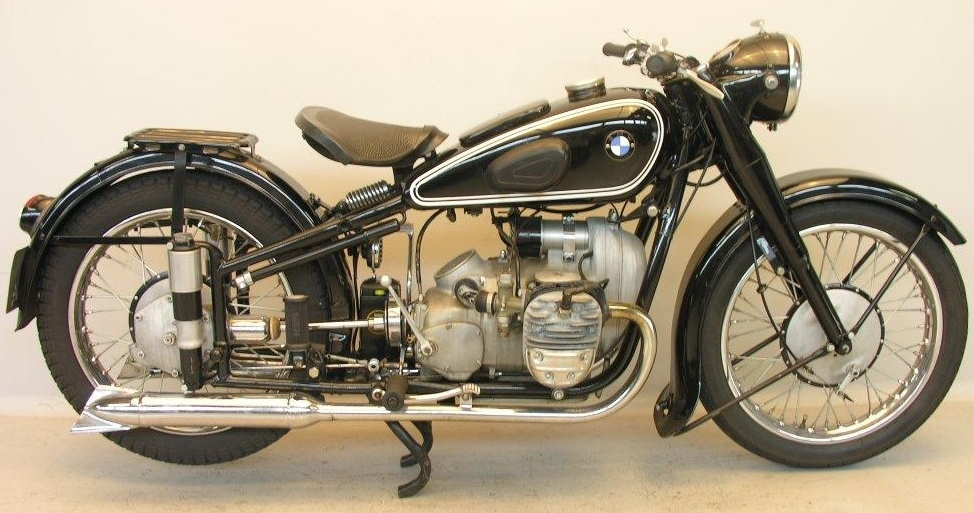
Eine BMW R 61 Baujahr 1938

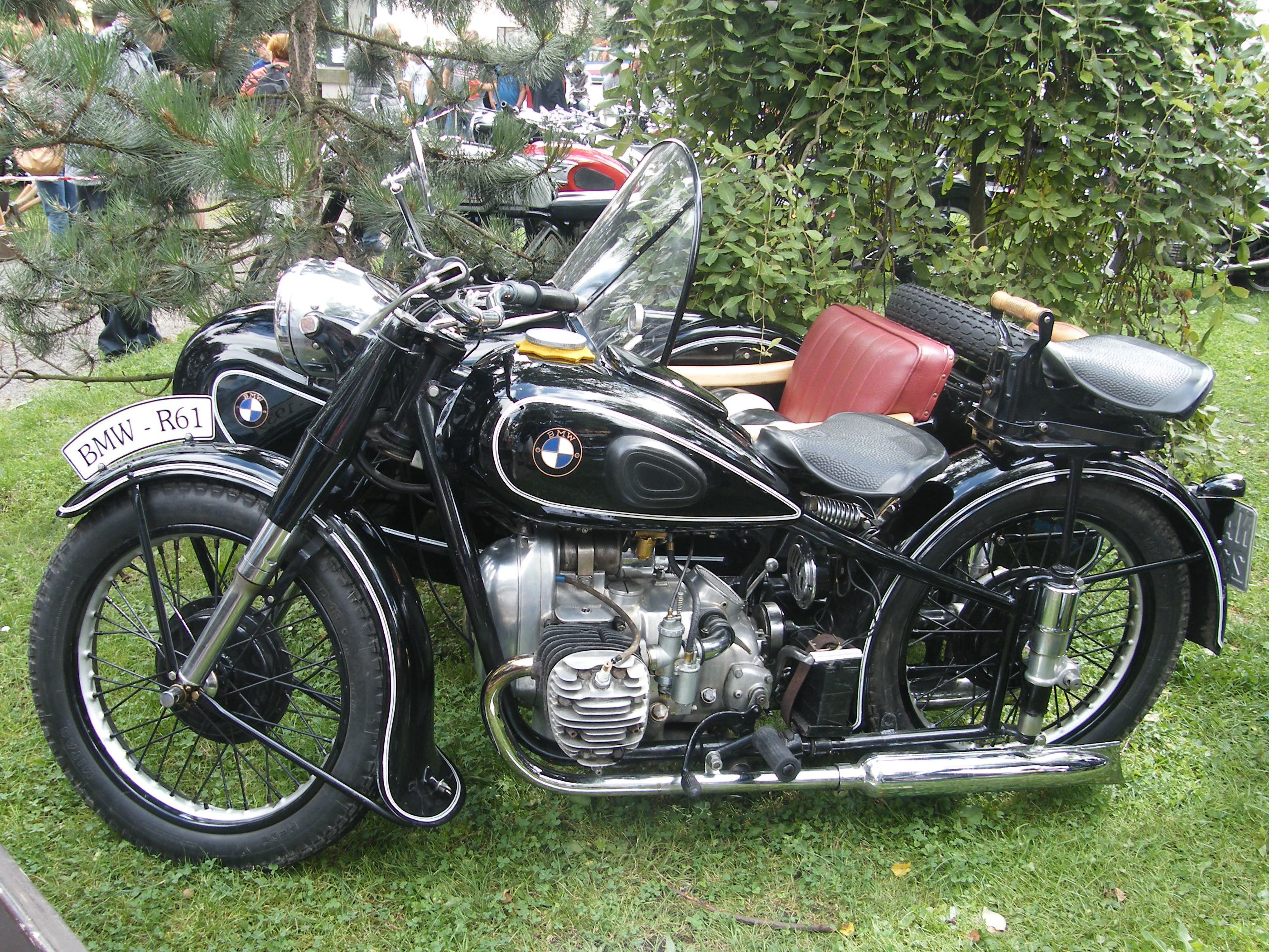
BMW R 61 mit Seitenwagen

Die BMW R 61 ist ein von 1938 bis 1941 von BMW hergestelltes Motorrad mit Zweizylinder-Boxer-Viertaktmotor und  Kardanantrieb. Sie war als Tourenmodell mit seitengesteuertem Motor das Schwestermodell der R 66, die als Sportmodell ausgelegt war.

## Geschichte
Auf der Automobilausstellung in Berlin präsentierte BMW am 18. Februar 1938 mit den Modellen R 51, R 61, R 66 und R 71 eine neue Baureihe von großvolumigen Motorrädern mit Hinterradfederung.
Die nahezu baugleiche R 61 löste 1938 die nur im Jahr 1937 gebaute R 6 ab, nun mit der neu entwickelten Geradweg-Hinterradfederung.

### Entwicklung
BMW hatte in einem Fahrwerk vier Motorvarianten – R 51, R 61, R 66 und R 71 – verwirklicht und damit von 500 bis 750 cm³ vier Motorräder in verschiedenen Klassen geschaffen.

„Die Ähnlichkeit der Motoren, wie die Verwendung des gleichen, allradgefederten Fahrgestells für alle vier Maschinen drängte zu deren Zusammenfassung in nur einem Handbuch, womit zugleich eine interessante Übersicht über das gesamte BMW-Programm in der großen Klasse gegeben wird.“

## Technik

### Motor
Der Motor  M 261/1 war wie bei den Vorgängermodellen ein längs eingebauter Zweizylinder-Boxer-Viertaktmotor mit stehenden Ventilen.

### Antrieb
Die R 61 hatte ein fußgeschaltetes Vierganggetriebe.
Der gesamte Antriebsstrang war gegen Verschmutzungen und Feuchtigkeit gekapselt und bis auf den selten erforderlichen Ölwechsel wartungsfrei, im Gegensatz zu den damals fast immer ungekapselten Kettenantrieben.

#### Hinterradantrieb
Das Hinterrad wurde über einen Kardanantrieb mit folgenden Elementen im Kraftfluss angetrieben:
- Hardyscheibe an der Ausgangswelle des Getriebes zum Winkelausgleich zwischen Ausgangswelle und der folgenden Gelenkwelle
- ungekapselte Gelenkwelle mit Kreuzgelenkgabel abtriebsseitig – der sichtbare Teil des Kardantriebs
- nadelgelagertes, gekapseltes Kreuzgelenk zum Winkelausgleich zwischen Gelenkwelle und folgendem Radantrieb
- verschiebbare Kreuzgelenkgabel zum Längenausgleich auf der Eingangswelle des Kegelrad-Achsgetriebes
- Eingangswelle mit Ritzel zum Antrieb des Tellerrades im Antriebgehäuse – Kraftumlenkung um 90°
- nadelgelagerter Mitnehmerflansch im Antriebsgehäuse mit Steckverzahnung zum Antrieb des Hinterrades

## Technische Daten
| Kenngröße              | Daten der R 61               |
| ---------------------- | ---------------------------- |
| Bohrung                | 70 mm                        |
| Hub                    | 78 mm                        |
| Hubraum                | 600 cm³                      |
| Verdichtungsverhältnis | 6,0 : 1                      |
| Leistung               | 18 PS (13 kW) bei 4800 min−1 |
| Höchstgeschwindigkeit  | 110 – 115 km/h               |
| Leergewicht            | 184 kg                       |
| Tankinhalt             | 14 Liter                     |